# Undama
Undama is een plaats in de Estlandse gemeente Hiiumaa, provincie Hiiumaa. De plaats heeft de status van dorp (Estisch: küla).
De plaats behoorde tot in oktober 2017 tot de gemeente Pühalepa. In die maand ging Pühalepa op in de fusiegemeente Hiiumaa.

## Bevolking
Het dorp had 15 inwoners op 31 december 2011 en 11 inwoners op 31 december 2021.

## Ligging
Bij Undama ligt een moerasgebied, het Undama soo. Het beschermde natuurgebied Undama soo hoiuala omvat delen van Undama en de buurdorpen Suuremõisa en Viilupi. Het is 81,8 ha groot.

## Geschiedenis
Undama werd in 1688 genoemd als Undama Wehe pert of Undama Diederich, een boerderij op het landgoed Großenhof (Suuremõisa). In 1798 werd het onder de huidige naam Undama genoemd als dorp.
Tussen 1977 en 1997 maakte Undama deel uit van Vilivalla.